# Graças
As Graças ou Cárites (translit. no singular Kháris, em grego clássico: Χάρις; no plural Khárites, Χάριτες, em latim Gratiae, 'Graças'), na mitologia grega, são as deusas do banquete, da concórdia, do encanto, da gratidão, da prosperidade familiar e da sorte, ou seja, das graças. Eram normalmente consideradas filhas de Zeus com Eurínome. Porém, outras versões do mito as colocam como filhas de Zeus com Eunômia, filhas de Dioniso, de Hera, e até do deus-sol, Hélio.
Homero escreveu que elas faziam parte da comitiva de Afrodite, acompanhando a deusa a todos os lugares. Dotadas de beleza e virtudes, também acompanhavam Hera, e eram dançarinas das festas no monte Olimpo. Também eram identificadas com as primitivas musas, em virtude de sua predileção pelas danças corais e pela música. Ao que parece, seu culto se iniciou na Beócia, onde eram consideradas deusas da vegetação.
Íbico descreve as graças como "brilhantes". Hesíodo as descreve como de "bochechas rosadas".
O nome de cada uma delas varia nas diferentes lendas. Na Ilíada de Homero aparece uma só Cárite, Aglaia. Apesar das variações regionais, o trio mais frequente é:
- Tália (Θαλία ou Θάλεια) - a que faz brotar flores.
- Eufrosina (Εὐφροσύνη) - o sentido da alegria; esposa de Hipnos.
- Aglaia (Ἀγλαία) - a claridade; esposa de Hefesto.

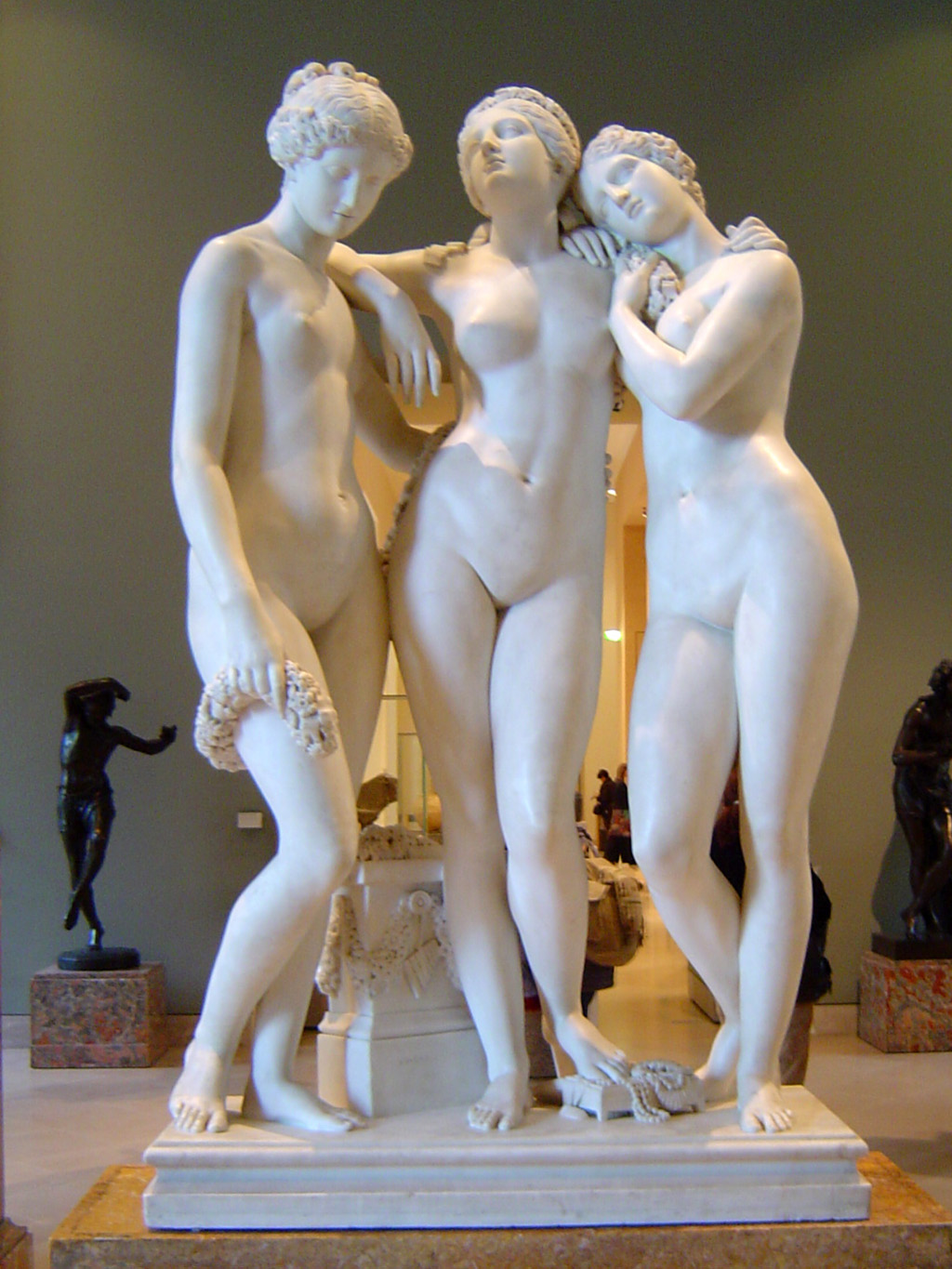
Les Trois Grâces de James Pradier, 1831. Louvre.

Embora pouco relevantes na mitologia greco-romana, a partir do Renascimento as graças se tornaram símbolo da idílica harmonia do mundo clássico. Nas primeiras representações plásticas, elas apareciam vestidas. Mais tarde, contudo, foram representadas como jovens desnudas, de mãos dadas. Esse modelo, do qual se conserva um grupo escultórico da época helenística, foi o que se transferiu ao Renascimento e originou quadros célebres como A primavera, de Sandro Botticelli (1445–1510),  e As três Graças, de Peter Paul Rubens (1577–1640). As graças foram muito representadas por artistas famosos depois do Renascimento, normalmente, como três jovens nuas, dançando.

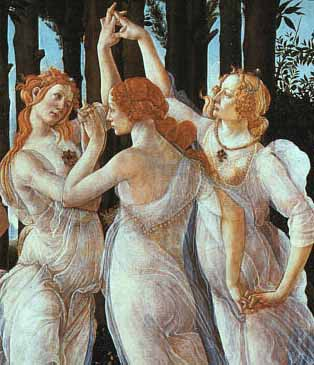
As Três Graças (detalhe de A Primavera de Botticelli)
As Três Graças Peter Paul Rubens
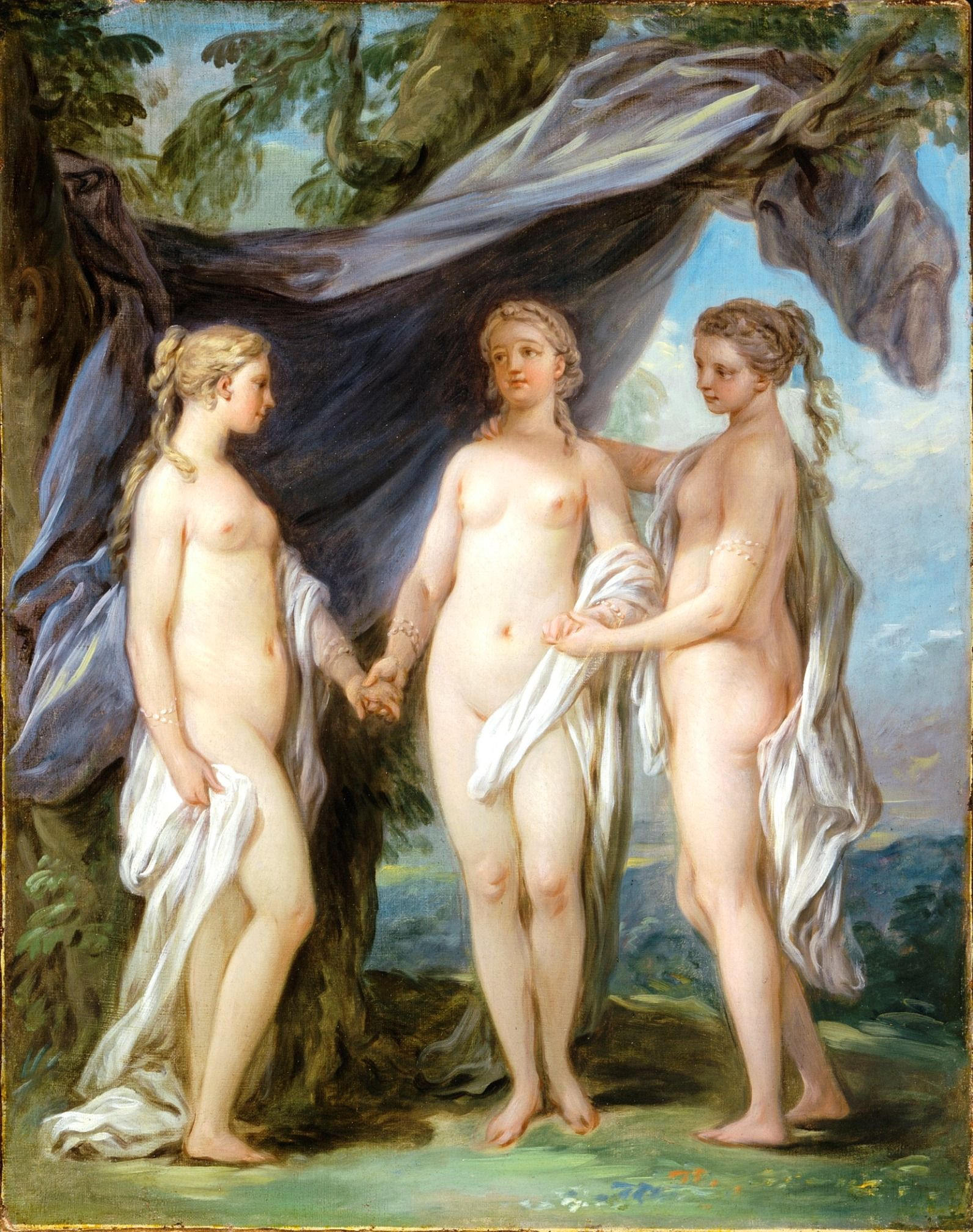
As Três Graças Carle Van Loo